# O Erê
O Erê é o quarto álbum de estúdio da banda de reggae brasileira Cidade Negra. O álbum vendeu mais de 600 mil cópias no Brasil, segundo o Jornal do Brasil.
Um dos maiores sucessos do álbum, "Firmamento", é versão de "Wrong Girl to Play With", do músico jamaicano Yellowman (creditado com seu nome de batismo Winston Foster), e chegou a ser regravada por Orlando Moraes e o grupo Opinião Pública.
A faixa "Luz dos Olhos" foi escrita por Nando Reis a pedido de Jorge Davidson, diretor artístico da Sony. A letra fala sobre ver ou não ver a pessoa amada, seja literalmente, seja pela ausência física da mesma, dialogando também com a forte miopia da qual Nando sofre. A versão final que constou neste disco aborreceu Nando por ter suprimido um trecho dela sem que ele fosse consultado.

## Lista de faixas
| N.º | Título                 | Letras                                                                 | Duração |  |
| 1.  | "SOS Brasil"           | Da Gama, Bernardo Vilhena                                              | 3:01    |  |
| 2.  | "Cidade em Movimento"  | Rodrigo Sadd, Roberto Valente                                          | 4:04    |  |
| 3.  | "Realidade Virtual"    | Da Gama, Toni Garrido                                                  | 4:00    |  |
| 4.  | "Luz dos Olhos"        | Nando Reis                                                             | 3:41    |  |
| 5.  | "Simples Viagem"       | Dennis Brown, Toni Garrido, Liminha, Bernardo Vilhena                  | 3:47    |  |
| 6.  | "Firmamento"           | Winston Foster, Henry Lawes; versão Da Gama, Toni Garrido, Bino, Lazão | 3:47    |  |
| 7.  | "O Guarda"             | Da Gama, Toni Garrido, Bernardo Vilhena                                | 4:15    |  |
| 8.  | "Jah Vai Providenciar" | Caca Franklin, Toni Garrido                                            | 3:12    |  |
| 9.  | "O Erê"                | Da Gama, Toni Garrido, Bernardo Vilhena                                | 3:26    |  |
| 10. | "Página de Jornal"     | Da Gama, Toni Garrido                                                  | 2:16    |  |
| 11. | "Negro É Lindo"        | Jorge Ben Jor                                                          | 3:06    |  |
| 12. | "Free"                 | Felipe Abreu, Eduardo Costa, Toni Garrido, Ian Lewis                   | 3:49    |  |
| 13. | "Free" (Faixa Bônus)   | Felipe Abreu, Eduardo Costa, Toni Garrido, Ian Lewis                   | 3:46    |  |

## Créditos
Cidade Negra
- Toni Garrido - voz
- Da Gama - guitarra (menos em "Free")
- Bino Farias - baixo (menos em "Free")
- Lazão - bateria (menos em "Free")

Músicos convidados
- Alex Meirelles, Jean Pierre - teclados
- Rico Farias - guitarra
- Marcos Suzano - percussão
- Liminha - programação MPC 3000 e sampler, violão em "O Erê"
- Francisco Bethoven - sax alto
- José Marconi - trompete
- Rodrigo Nuts - scratches e samplers em "Cidade em Movimento", "Realidade Virtual", "Página de Jornal"
- Zé Gonzales - scratches e samplers em "Cidade em Movimento", "Realidade Virtual", "Simples Viagem", "Firmamento", "O Guarda", "Página de Jornal"
- Gilberto Cabral - trombone em "Simples Viagem", "Firmamento"

Produção
- Liminha - produção
- Vitor Farias, Liminha, Eduardo Costa, Renato Muñoz e Marco Aurélio - engenheiros de gravação
- Renato Muñoz, Paulo Henrique Lima - gravação e edição digital
- Renato Muñoz, Bruno Leite, Mario Léo, Marco Aurélio - assistentes de estúdio
- Liminha, Vitor Farias - mixagem

## Certificações
| País          | Certificação | Data | Certificado de vendas |
| ------------- | ------------ | ---- | --------------------- |
| Brasil - ABPD | Platina      | 1996 | 250.000               |